# یوتا برساووش

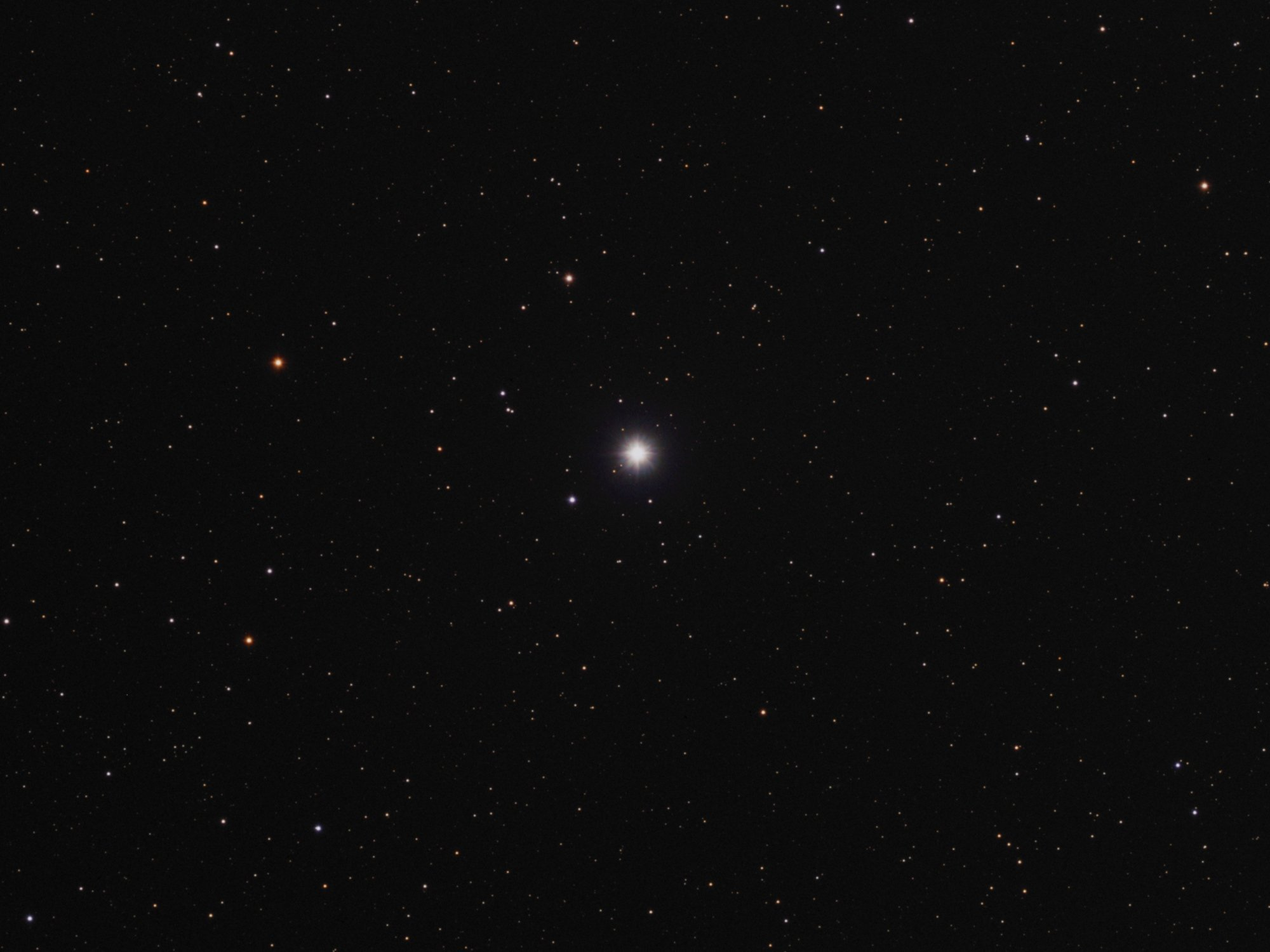

یوتا برساووش یک ستاره است که در صورت فلکی برساوش قرار دارد.